# Tichonovova věta
Tichonovova věta je matematické tvrzení z oblasti topologie. Říká, že libovolný součin kompaktních topologických prostorů je také kompaktní. Platnost této věty je ekvivalentní axiomu výběru. Poprvé ji dokázal roku 1929 Andrej Nikolajevič Tichonov.

## Přesné znění
Za předpokladu axiomu výběru:
Nechť {\displaystyle X_{\alpha },\;\alpha \in A} jsou kompaktní topologické prostory, A libovolná množina. Pak součin {\displaystyle \prod _{\alpha \in A}X_{\alpha }} je kompaktní.

## Důkaz
K důkazu se využívá takzvané Alexandrovo lemma, které říká následující:
(Lemma Alexander) Nechť v topologickém prostoru Y existuje subbáze S taková, že z každého pokrytí prostoru Y prvky S lze vybrat konečné podpokrytí. Pak prostor Y je kompaktní.
Dále volme v součinu {\displaystyle \prod _{\alpha \in A}X_{\alpha }} subbázi {\displaystyle S=\{\Pi _{\alpha }^{-1}(G);\;\alpha \in A,\,G} otevřená v {\displaystyle \,X_{\alpha }\}}, kde {\displaystyle \,\Pi _{\alpha }:\prod _{\alpha \in A}X_{\alpha }\rightarrow X_{\alpha }} jsou kanonické projekce. Nechť je dáno pokrytí {\displaystyle {\mathcal {P}}} prostoru Y prvky S. Dle Alexandrova lemmatu stačí ukázat, že z {\displaystyle {\mathcal {P}}} lze vybrat konečné podpokrytí.
Volme {\displaystyle \,{\mathcal {P}}_{\alpha }=\{G\subseteq X_{\alpha };\;\Pi _{\alpha }^{-1}(G)\in {\mathcal {P}}\}} pro každé {\displaystyle \,\alpha \in A}. Pak zřejmě alespoň jeden ze systémů {\displaystyle {\mathcal {P}}_{\alpha }} pokrývá {\displaystyle \,X_{\alpha }}, neboť jinak zvolíme-li pro každé {\displaystyle \,\alpha \in Ax_{\alpha }} takové, že není v žádné množině z {\displaystyle {\mathcal {P}}_{\alpha }}, neleží {\displaystyle (x_{\alpha })_{\alpha \in A}\in \prod _{\alpha \in A}X_{\alpha }} v žádné množině z {\displaystyle {\mathcal {P}}} (to plyne triviálně z {\displaystyle {\mathcal {P}}\subseteq S}), což je spor s tím, že {\displaystyle {\mathcal {P}}} je pokrytí součinu. Tedy máme {\displaystyle \alpha } takové, že {\displaystyle \,{\mathcal {P}}_{\alpha }} pokrývá {\displaystyle \,X_{\alpha }}. Pak z kompaktnosti {\displaystyle \,X_{\alpha }} existují {\displaystyle G_{1},\ldots ,G_{k}\in {\mathcal {P}}_{\alpha }}, že {\displaystyle \bigcup _{i=1}^{k}G_{i}=X_{\alpha }}, pak
{\displaystyle \Pi _{\alpha }^{-1}(G_{1}),\ldots ,\Pi _{\alpha }^{-1}(G_{k})\in {\mathcal {P}}} a zřejmě {\displaystyle \bigcup _{i=1}^{k}\Pi _{\alpha }^{-1}(G_{i})=\prod _{\alpha \in A}X_{\alpha }}, tedy jsme nalezli konečné podpokrytí {\displaystyle {\mathcal {P}}}, což jsme potřebovali.

## Aplikace
- Tichonovova věta se používá k definici Čech-Stoneovy kompaktifikace Tichonovových prostorů.
- Pomocí Tichonovovy věty lze dokázat důležitou Banachovu–Alaogluovu větu z funkcionální analýzy.
- V logice lze užít Tichonovovu větu k důkazu výrokové verze věty o kompaktnosti.